# Курбанкуль
Курбанкуль, Курбан-Кель або Блакитне озеро - запрудне озеро на річці Кок-Суу в Кадамжайському районі Баткенської області Киргизії, біля південного кордону Шахімарданського ексклаву Узбекистану на південний схід від селища Шахімардан.
Курбанкуль розташований на річці Кок-Суу, правою складовою річки Шахімардан за 6 км від селища Шахімардан. Територія, де розташовується озеро, було передано Узбекистаном Киргизстану.
Площа озера, за даними Національної енциклопедії Узбекистану, дорівнює 1,4 км², площа водозбору - 129,5 км². Озеро витягнуте у напрямку з півдня на північ, його довжина становить 866 метрів, максимальна ширина – 162 м, середня ширина – 255 м. Глибина озера досягає 13,4 м, середня глибина дорівнює 8,6 м.
Курбанкуль утворився внаслідок гірського зсуву ґрунту в 1766 році. Він оточений скелями сіро-жовтого кольору, схили яких круто спускаються до водойми. Річка Кок Суу втікає в озеро на півночі, безпосередньо при впадінні приймаючи ліві притоки Канда-Куш Юж. і Канда-Куш Півн., на першому з яких розташоване ще одне невелике водоймище. Ділянка надалі озера (на південь від нього) Кок-Суу проходить під землею.
Вода в Курбан-Келі має блакитно-зелений колір і має високі питні якості. У зимовий період озеро частково замерзає біля берегів. Температура води навіть влітку ледве досягає 8-10 градусів тепла.
Назва Курбанкуль означає «жертовне озеро». Водойма є місцевошановною святинею і виступає об'єктом паломництва.
З моменту свого виникнення озеро стало місцем паломництва мусульман Ферганської долини. За радянських часів користувалося особливою популярністю у жителів міст Ферганської долини (Ош, Фергана, Маргілан та ін.) завдяки красі та мальовничості цих місць. Після розпаду СРСР виявилося всередині узбецького ексклаву, тому доступ до нього довгий час був обмежений, через що економіка ексклаву занепала. Безвізовий в'їзд жителям обох республік на строк не більше 2 місяців був дозволений лише після 2005 року.
Після передачі території Киргизстану, до шанованого місця було проведено канатну дорогу.